# Холопов, Виктор Михайлович
Ви́ктор Миха́йлович Хо́лопов (1910—2007) — советский и российский хозяйственный деятель, Герой Социалистического Труда.

## Биография
Родился в крестьянской семье. По окончании средней школы работал в сельском хозяйстве.
В 1929 году поступил, в 1934 году окончил Ленинградскую лесотехническую академию.
В 1934—1940 годах на Балахнинском ЦБК (мастер, зам. начальника, начальник целлюлозного завода, зав. производством, технический директор)
В 1939—1941 годах — главный инженер Сясьстройского ЦБК в Ленинградской области
В 1941—1942 годах — главный инженер Соликамского ЦБК;(Пермская обл.)
В 1944—1945 годах — директор Малинской бумфабрики
В 1945—1947 годах — директор Калининградского комбината № 1
В 1950—1955 годах — главный инженер Жидачовского комбината
В 1955—1982 годах — директор Кондопожского ЦБК.
Избирался депутатом Верховного Совета Карельской АССР, депутатом Кондопожского Совета народных депутатов.

## Оценки деятельности
Под руководством В. М. Холопова производство бумаги на Кондопожском ЦБК увеличилось в 10 раз. В. М. Холопов отстаивал проект с новыми скоростными бумагоделательными машинами, хотя они были несколько дороже и требовали перестройку цехов. Были смонтированы и пущены в эксплуатацию шесть новых бумагоделательных машин, построены новые цеха, реконструирован целлюлозный завод. Холопов внедрил интересный метод поощрения ремонтной бригады. Они получали премию, если никаких аварий не происходило. По делам комбината посетил 35 стран.
Кондопожский ЦБК лидировал в отрасли по вторичному обороту воды.
В 1969 году кондопожской газетной бумаге — первой в отрасли — был присвоен Государственный знак качества СССР. Комбинат стал одним из основных поставщиков и экспортёров бумаги в СССР.

## Награды
- Герой Социалистического Труда, Указ Президиума Верховного Совета СССР от 20 апреля 1971 г[2]. № 27001.
- Награждён двумя Орденами Ленина
- Награждён Орденом «Знак Почёта» 1960г
- Награждён Орденом Октябрьской Революции 1976 г
- Заслуженный работник народного хозяйства Карельской АССР,
- Почётный гражданин города Кондопоги

## Сочинения
- Холопов В. М. Этапы большого пути. — Петрозаводск: «Карелия», 1986. — 256 с.: 9 л. ил.